# Non, ce pays n'est pas pour le vieil homme
Pour l'adaptation cinématographique, voir No Country for Old Men.
Non, ce pays n'est pas pour le vieil homme (titre original : No Country for Old Men) est un roman policier de l'écrivain américain Cormac McCarthy publié en 2005. Se déroulant quelque part sur la frontière entre les États-Unis et le Mexique dans les années 1980, le livre raconte l'histoire d'un trafic de stupéfiants qui a mal tourné. Le titre provient du poème Sailing to Byzantium de William Butler Yeats, publié dans le recueil La Tour (1928). Une adaptation cinématographique de cette œuvre, récompensée de quatre Oscars, dont celui de meilleur film, est réalisée par les frères Coen en 2007.

## Personnages
- Le shérif Ed Tom Bell, personnage principal. C'est un vétéran laconique de la Seconde Guerre mondiale qui tente de mener l'enquête sur une suite de meurtres, malgré ses difficultés à faire face à l'horreur des crimes qu'il tente de résoudre. Ses lointains souvenirs participent à la narration.
- Anton Chigurh, que l'on peut aussi considérer comme le personnage principal. C'est un tueur à gages mystérieux et surtout psychopathe. Il est décrit comme un homme de la trentaine, brun foncé, de teint sombre, et un peu exotique. Ses yeux sont « Bleu lapis. Tour à tour brillants ou tout à fait opaques. Comme des pierres mouillées ».
- Llewelyn Moss, un soudeur, vétéran de la guerre du Viêt Nam et dans sa trentaine.
- Carla Jean Moss, la jeune épouse de Llewelyn.
- Carson Wells, un autre tueur à gages, ancien lieutenant colonel lors de la guerre du Viêt Nam, engagé pour récupérer l'argent de Chigurh.

D'autres personnages de moindre importance apparaissent, comme des shérifs, adjoints, fonctionnaires, des criminels et leurs chefs.

## Résumé
L'histoire raconte les conséquences d'une vente de drogue qui a mal tourné, près de la frontière mexicaine dans le sud-Ouest du Texas, dans le comté de Terrel. Cette circonstance tragique va lancer les trois personnages centraux à la poursuite les uns des autres : Llewelyn Moss est tombé sur une valise pleine de billets ; il est poursuivi par le tueur Anton Chigurh ; et leurs deux pistes entremêlées sont suivies par le vieux shérif Ed Tom Bell.
Alors qu'il chasse le pronghorn (antilope américaine), Llewelyn Moss découvre les cadavres laissés par une fusillade, ainsi qu'un pick-up bourré d'héroïne et une mallette contenant 2,4 millions de dollars en cash. Il prend l'argent, tout en sachant que sa tête sera immédiatement mise à prix par les trafiquants.
Le shérif Ed Tom Bell enquête sur ce massacre lié à la drogue, tout en essayant de protéger Moss et sa jeune épouse avec l'aide de la police. Il est hanté par son passé de vétéran de la Seconde Guerre mondiale, où il a reçu la médaille de l'étoile de bronze. Maintenant la cinquantaine, il s'est repenti toute sa vie pour un accident arrivé quand il était tout jeune soldat. Il veut résoudre l'affaire et sauver Moss, tout en s'avouant désemparé devant la violence des nouvelles formes de criminalité.
L'arrivée d'Anton Chigurh, violent psychopathe chargé de récupérer l'argent, complique les choses. Il utilise un pistolet à projectile captif (arme pour tuer les bœufs à l'abattoir) pour assassiner les gens et faire sauter les serrures. Avant l'un de ses meurtres, il fait à sa victime un long discours sur le destin. Carson Wells, tueur à gages concurrent et ancien partenaire de Chigurh, suit aussi la piste de l'argent.
McCarthy utilise deux types de narration : l'essentiel du livre est écrit à la troisième personne, mais des passages à la première personne sont régulièrement insérés, qui sont des méditations du shérif Bell. C'est lui le "vieil homme" qui ne se sent plus à sa place dans le monde qu'il voit émerger. Il est un homme honnête et droit, pétri des vieux principes de l'Amérique rurale (notamment favorable à la peine de mort) et effaré de la violence qui se déchaîne dans son comté.
Certains indices et la quasi toute-puissance d'Anton Chigurh peuvent inviter à une lecture mystique de ce texte.

## Critiques
Willian J. Cobb, dans un article publié dans le Houston Chronicle le 15 juillet 2005, dépeint McCarthy comme le « meilleur écrivain vivant » et son livre comme « une histoire passionnée qui marque l'esprit du lecteur comme si elle était gravée par un couteau chauffé au feu de camp ». Cependant, dans le journal The New York Times du 24 juillet 2005, le critique et écrivain de fiction Kirn Walter affirme que le scénario est une « sinistre farce », mais admire la prose, l'auteur étant un « génie du joystick, un joueur de haut niveau qui change d'écrans et de situations toutes les deux ou trois pages ».

## Adaptation cinématographique
Une adaptation par Joel et Ethan Coen est sortie sur les écrans en 2007. Lors de la première au Festival de Cannes, plusieurs observateurs ont affirmé que c'était l'un des films les mieux réussis des frères Coen. Le 27 janvier 2008, le film remporte le Screen Actors Guild Award pour la meilleure distribution. Le 24 février, il remporte deux Golden Globes, puis quatre Oscars : meilleur film, meilleur réalisateur, meilleur acteur dans un second rôle et meilleur scénario adapté.
Le film remporte également le BAFTA.